# Autoestrada A6 (Itália)
A Autoestrada A6 (também conhecida como La Verdemare) é uma autoestrada no norte da Itália que conecta Turim a Savona. É também pertencente à rede de estradas europeias, sendo conhecida como E717.

## História
O traçado da atual A6 começou a ser construído em 1956. O primeiro segmento a ser inaugurado foi aquele que conectava Savona a Ceva. Em 1961, iniciou-se a construção do trecho entre Ceva e Fossano, este inaugurado em 29 de setembro de 1965. Em maio de 1970, foi aberto a ligação Moncalieri-La Rotta (junção atualmente suprimida)-Marene e, em julho do mesmo ano, surge um trecho entre Marene e Fossano; finalmente, em 1972, é construído o traçado inicial entre Turim-Moncalieri-La Rotta, com estrada separada até Carmagnola. No mesmo ano, entra em exercício uma segunda faixa de rodagem, em direção a Savona, no trecho entre as junções de Carmagnola e da Área de Serviço Rio Coloré Ovest, fechada ao tráfego público e utilizada pela FIAT como pista para testes de velocidades altas. O inicio da pista  se situava a três quilômetros da junção com Carmagnola.

## Rota
| TORINO - SAVONA La Verdemare | |       |       |           |                |
| Tipo                         | Indicazione                                                                                         | ↓km↓  | ↑km↑  | Provincia | Strada europea |
|                              | Tangenziale Sud Torino - C.so Unità d'Italia                                                        | 0     | 124,3 | TO        |                |
|                              | La Rotta Villastellone Uscita soppressa                                                             | 2,9   | 123,1 | TO        |                |
|                              | Area Servizio "Rio dei Cocchi"                                                                      | 11    | 115   | TO        |                |
|                              | Barriera Torino                                                                                     | 13    | 113   | TO        |                |
|                              | Carmagnola Poirino                                                                                  | 13,5  | 112,5 | TO        |                |
|                              | Area Servizio "Rio Coloré"                                                                          | 30    | 96    | TO        |                |
|                              | Marene Cherasco                                                                                     | 35    | 91    | CN        |                |
|                              | Asti                                                                                                |       |       | CN        |                |
|                              | Area Servizio "Rio Ghidone"                                                                         | 48    | 79    | CN        |                |
|                              | Fossano Raccordo di Fossano                                                                         | 49    | 77    | CN        |                |
|                              | Cuneo                                                                                               |       |       | CN        |                |
|                              | Carrù Dogliani                                                                                      | 58    | 68    | CN        |                |
|                              | Area Servizio "Mondovì est" Área de serviço só em direção a Turim                                   | -     | 64    | CN        |                |
|                              | Mondovì                                                                                             | 63    | 63    | CN        |                |
|                              | Area Servizio "Mondovì ovest" Área de serviço só em direção a Savona                                | 63    | -     | CN        |                |
|                              | Santuário de Vicoforte Saída suprimida coincidindo com a duplicação da autoestrada                  | 67,1  | 58,9  | CN        |                |
|                              | Niella Tanaro Santuário de Vicoforte                                                                | 71    | 55    | CN        |                |
|                              | Ceva del Colle di Nava - Imperia                                                                    | 81    | 45    | CN        |                |
|                              | Area Servizio "Priero"                                                                              | 84    | 42    | CN        |                |
|                              | Montezemolo Saída só em direção a Turim Saída suprimida coincidindo com a duplicação da autoestrada | 92,3  | 33,7  | CN        |                |
|                              | Millesimo/Montezemolo                                                                               | 97    | 29    | SV/CN     |                |
|                              | Area Servizio "Cà Lidora Ovest" Área de serviço só em direção a Savona                              | 103   | -     | SV        |                |
|                              | Area Servizio "Carcare Est" Área de serviço só em direção a Turim                                   | -     | 18    | SV        |                |
|                              | Altare-Carcare Cairo Montenotte                                                                     | 109   | 17    | SV        |                |
|                              | autostrada dei Fiori                                                                                | 125   | 1     | SV        |                |
|                              | Savona Aurelia Porto di Vado                                                                        | 124,3 | 0     | SV        |                |